# 竜華区 (上海市)
竜華区（りゅうか-く）は中華人民共和国上海市にかつて存在した県。現在の徐匯区の一部に相当する。

## 歴史
1945年に上海県より分割設置された。1956年に真如区、新涇区と統合され西郊区と改編された。